# Michael Joukov

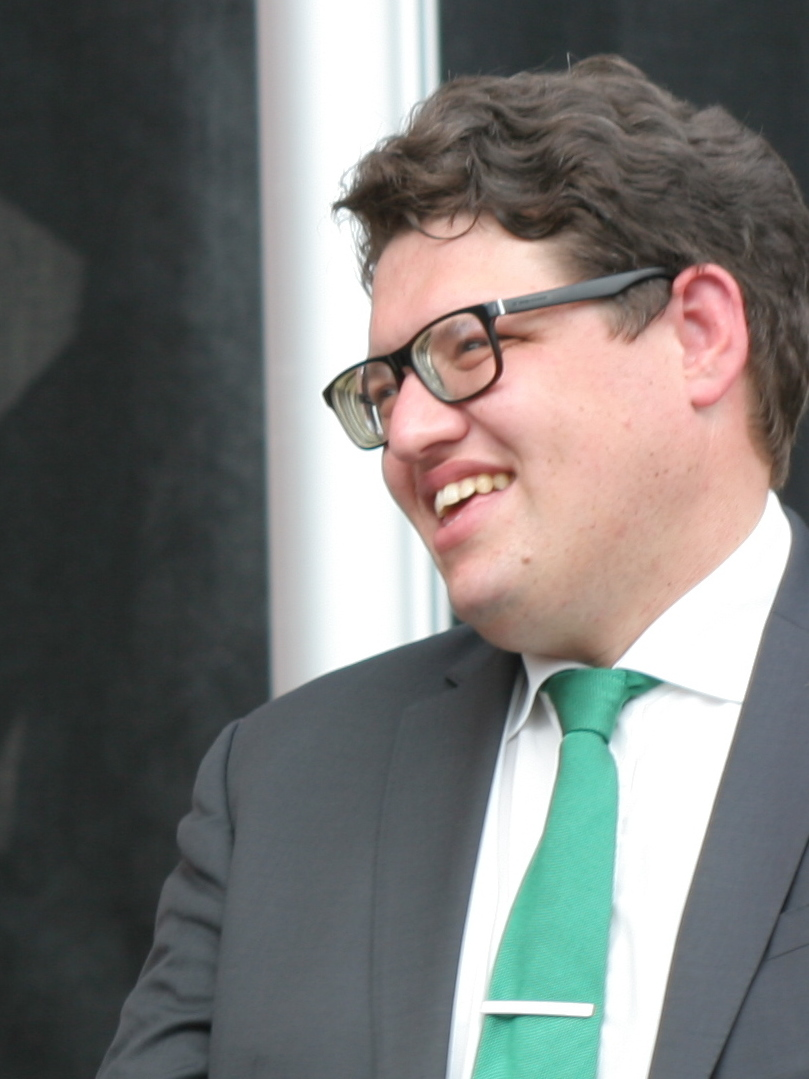
Michael Joukov beim Schwörmontag 2019

Michael Joukov (von 2018 bis 2021 auch Michael Joukov-Schwelling; * 10. November 1981 in Leningrad) ist ein deutscher Unternehmer und Politiker (Bündnis 90/Die Grünen). Seit 2021 ist er Abgeordneter im Landtag von Baden-Württemberg.

## Leben
Joukov kam mit knapp 13 Jahren mit seinen Eltern nach Ulm und besuchte in der Folge das dortige Kepler-Gymnasium, welches er mit dem Abitur verließ. Anschließend studierte er an der Universität Ulm Wirtschaftswissenschaften und erlangte den Abschluss als Diplom-Wirtschaftswissenschaftler. Nach dem Studium gründete er eine Firma in der IT-Branche, in der er weiterhin aktiv ist.
Er war von Oktober 2018 bis Herbst 2021 mit der Grünen-Politikerin Lena Schwelling verheiratet.

## Politisches Engagement
Joukov trat 1999 den Grünen bei. Zwischen 2003 und 2009 war er Mitglied des Landesvorstands Baden-Württemberg der Grünen Jugend. 2004 wurde Joukov im Alter von 22 Jahren in den Gemeinderat gewählt. Zwischen 2008 und 2011 sowie von 2014 bis 2021 war er der Fraktionsgeschäftsführer der Grünen im Ulmer Gemeinderat. Zeitweise war er auch Mitarbeiter von Abgeordneten der Grünen im Europaparlament und im Landtag von Baden-Württemberg.
Nachdem Jürgen Filius, der den Wahlkreis Ulm in den zwei vorhergehenden Legislaturperioden, dabei in der 16. Wahlperiode als direkt gewählter Abgeordneter, im Landtag von Baden-Württemberg vertreten hatte, bei der Landtagswahl 2021 nicht erneut kandidierte, bewarb sich Joukov um das Direktmandat bei der Landtagswahl. Ihm gelang es auf Anhieb, den Wahlkreis mit 36,5 % der Wählerstimmen zu gewinnen.
In der Grünen-Landtagsfraktion ist Joukov in der 17. Wahlperiode Sprecher für studentische Belange und akademischen Nachwuchs sowie Sprecher für Bahnpolitik. Er ist der erste jüdischstämmige Landtagsabgeordnete seit Gründung des Landes Baden-Württemberg und war 2022 Mitglied der 17. Bundesversammlung.